# Темелс
Темелс (њем. Temmels) општина је у њемачкој савезној држави Рајна-Палатинат. Једно је од 103 општинска средишта округа Трир-Сарбург. Према процјени из 2010. у општини је живјело 704 становника. Посједује регионалну шифру (AGS) 7235133.

## Географски и демографски подаци
Темелс се налази у савезној држави Рајна-Палатинат у округу Трир-Сарбург. Општина се налази на надморској висини од 140 метара. Површина општине износи 6,6 km². У самом мјесту је, према процјени из 2010. године, живјело 704 становника. Просјечна густина становништва износи 106 становника/km².